# The Chosen One
The Chosen One es una película cómica del año 2010 escrita, dirigida y protagonizada por Rob Schneider. Además cuenta con las actuaciones de Steve Buscemi y Holland Taylor.
Schneider declaró: "Esta es una de mis películas favoritas de todos los tiempos", y agregó: "Quise hacer The Chosen One porque creo que todas nuestras vidas tienen mucho más sentido del que creemos".

## Sinopsis
Paul (Rob Schneider) es un hombre común con la soga al cuello. Odia su trabajo, su esposa lo abandonó y su hermano (Steve Buscemi), un monje budista gay, le recuerda constantemente sus fracasos. Aunque Paul todavía no lo sabe, su vida está por cambiar radicalmente, ya que resulta que es el elegido para un gran destino.

## Reparto
| - Rob Schneider ... Paul Zadzik - Carolina Gómez ... Marissa - Steve Buscemi ... Neal - Holland Taylor ... Ruth - Peter Riegert ... Bob - George Dzundza ... Norman - Samantha Smith ... Christine | - Marcus Giamatti ... Freddy - Brandon Molale ... Cop #1 - Jack McGee ... Produce Manager - Buddy Lewis ... NY Doorman - Kent Shocknek ... Newscaster |